# Kunde
Pour les articles homonymes, voir Kunde (homonymie).
Ne doit pas être confondu avec Kundé.
Kunde est un village situé dans la région de Khumbu au Népal, dans le Parc national de Sagarmatha.

Kunde
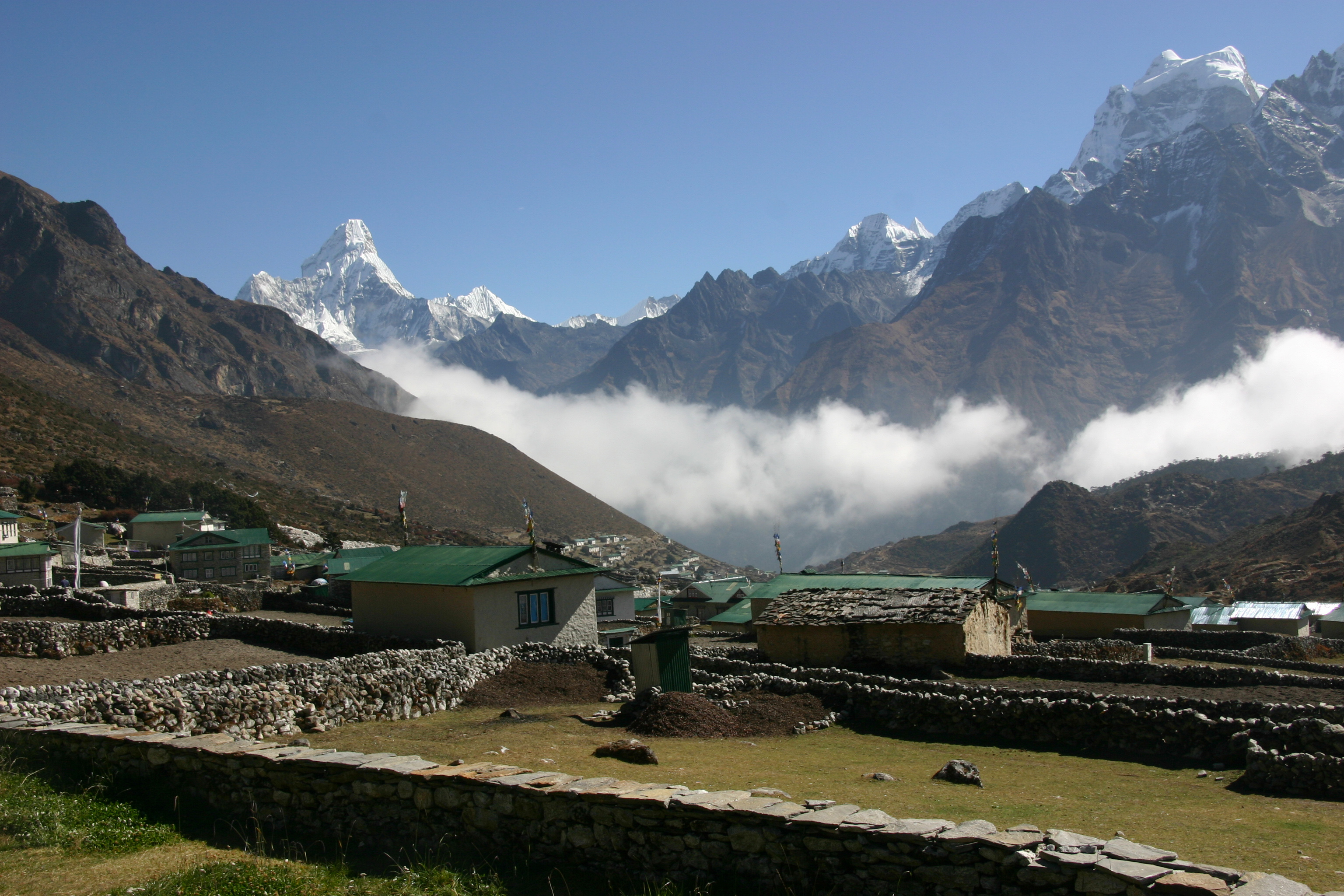
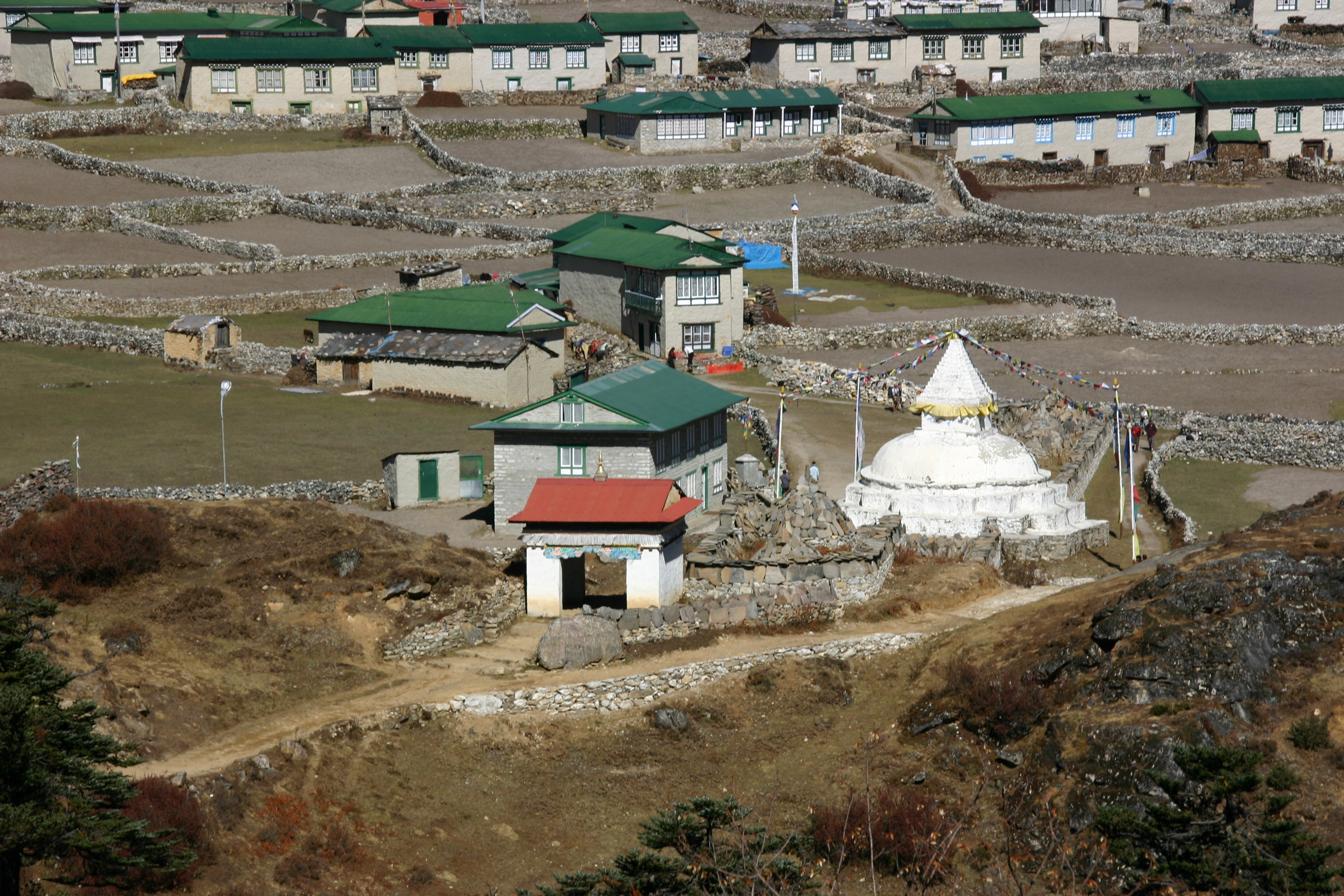
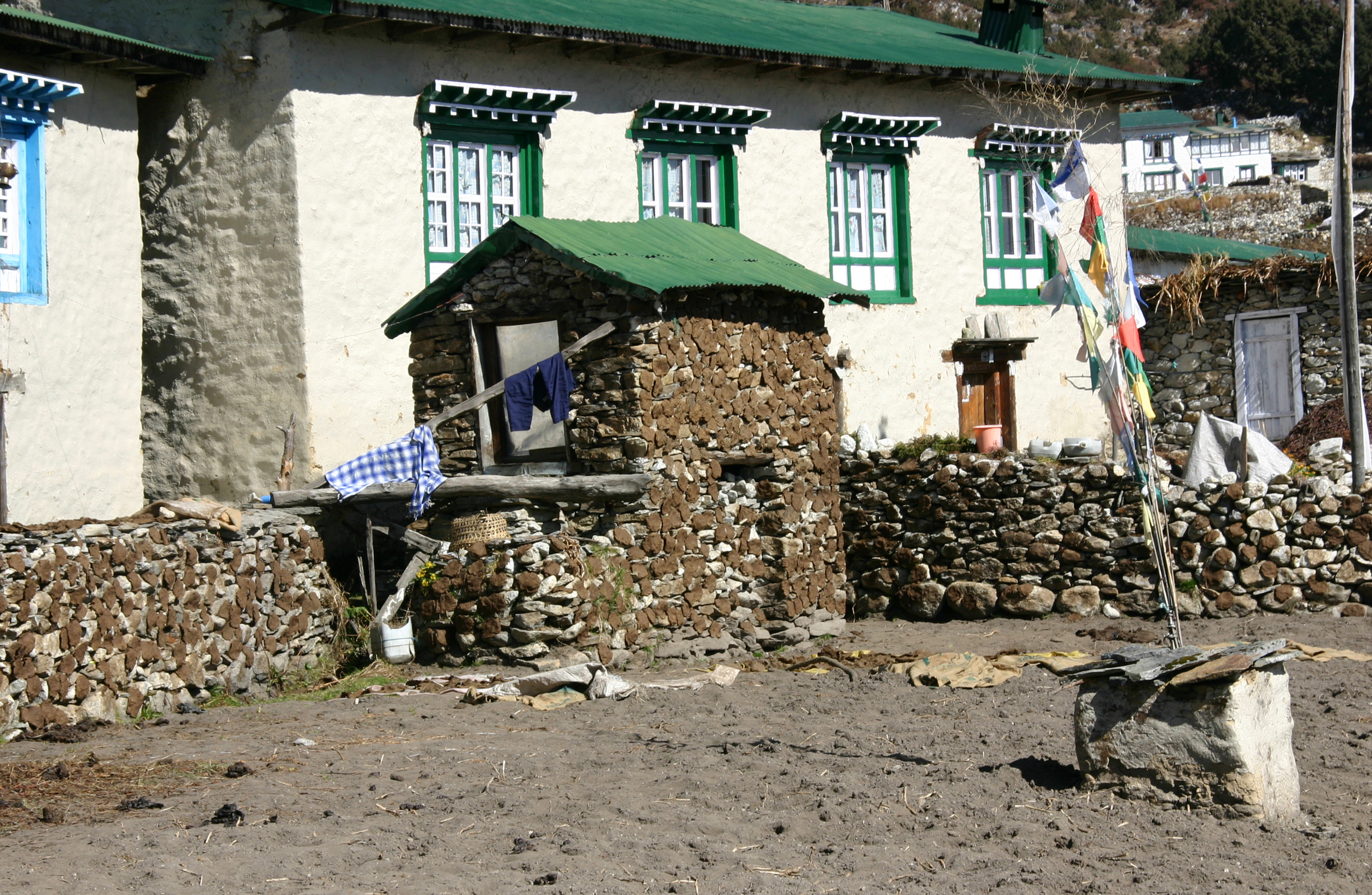
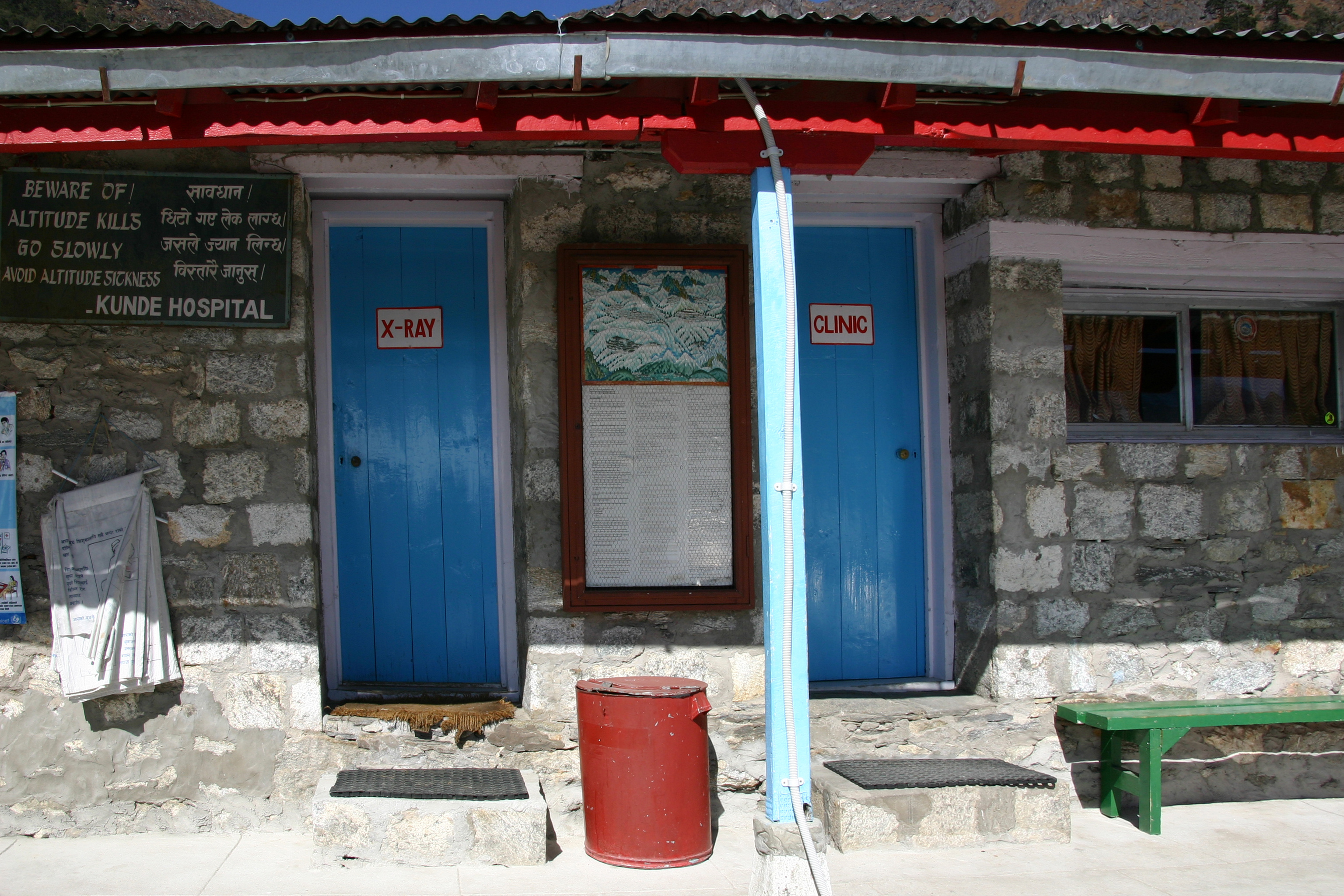
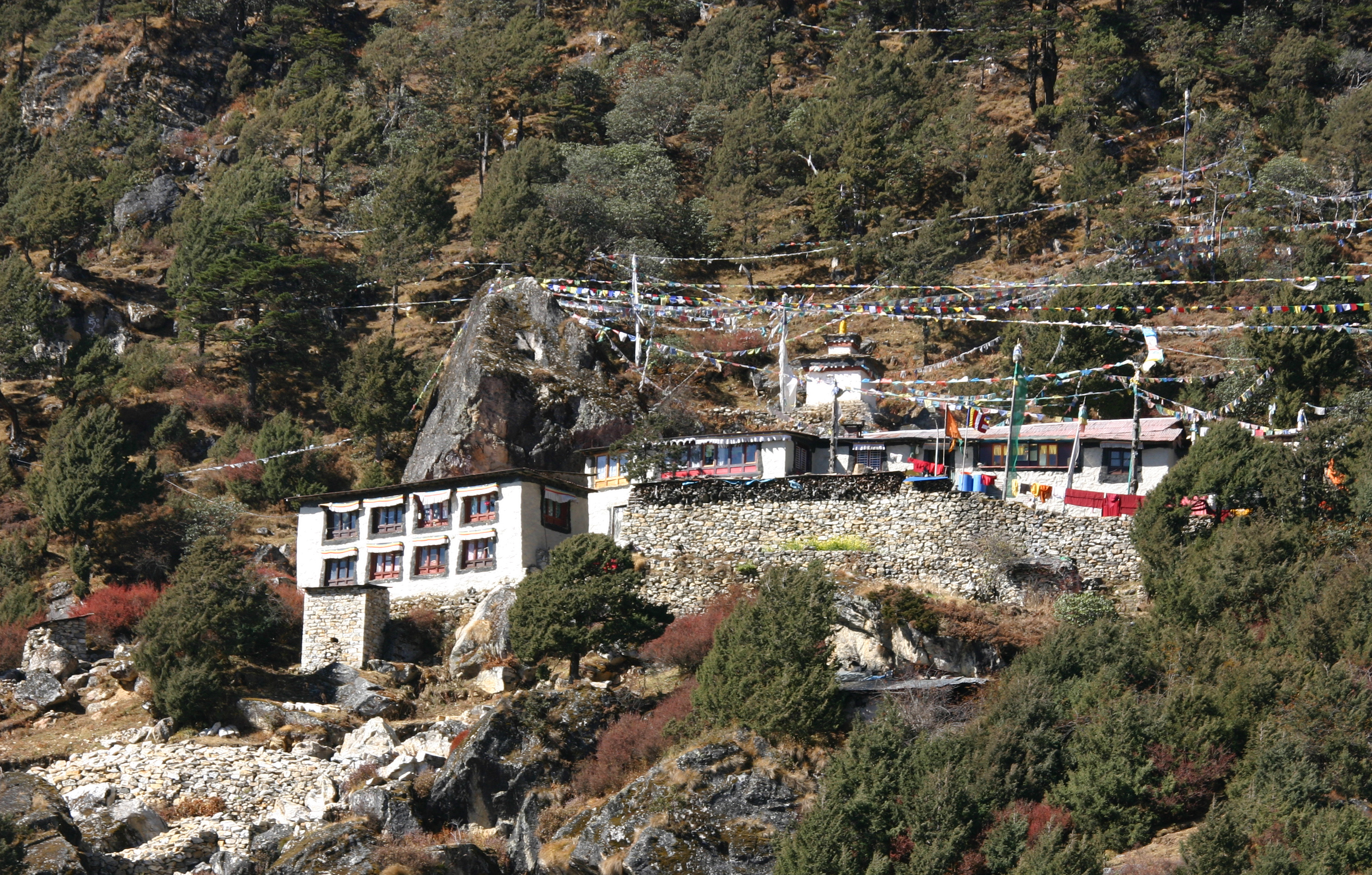